# Ключников, Анатолий Дмитриевич
Анатолий Дмитриевич Ключников (род. 1924) — советский и российский учёный, доктор технических наук, профессор.
Является автором свыше 200 публикаций.

## Биография
Родился 22 февраля 1924 года.
Начальные годы жизни прошли в городе Рошаль Московской области, почетным гражданином которого он является.
Участник Великой Отечественной войны, на фронты которой ушел студентом техникума в 1942 году. После окончания Горьковского танкового училища (ныне Благовещенское высшее танковое командное училище) участвовал в боях на 2-м Прибалтийском, Карельском и 2-м Белорусском фронтах командиром взвода, затем роты. В апреле 1945 года был тяжело ранен, лечился в госпитале. Закончил войну в звании гвардии лейтенанта.
После демобилизации из армии, в 1946 году поступил в Московский энергетический институт, который окончил в 1952 году по специальности инженер-теплотехник и был оставлен на кафедре «Огневой промышленной теплотехники». В 1955 году защитил кандидатскую диссертацию, в 1973 году — докторскую.
С 1976 по 1991 годы Анатолий Ключников работал в МЭИ заведующим кафедрой «Огневой промышленной теплотехники» (в 1984 году была переименована в кафедру «Энергетики высокотемпературной технологии»); с 1966 по 1989 годы одновременно был деканом факультета «Промышленной теплоэнергетики».

## Заслуги
- За большой трудовой вклад и плодотворную многолетнюю деятельность был удостоен в 2004 году премии МЭИ «Почет и признание».[5] Заслуженный профессор МЭИ.[6]
- «Заслуженный деятель науки и техники РСФСР».
- Награждён орденами Великой Отечественной войны 2-й степени (дважды) и 1-й степени, орденом Красной Звезды, орденами Трудового Красного Знамени и Знак Почёта, а также медалями.